# Galo de Arbon
São Galo (em inglês:  Saint Gall); c. 550 – 16 de Outubro de 646) foi um monge e missionário irlandês de destacada atuação na zona do Lago de Constança.[carece de fontes?] Ele é chamado de apóstolo dos alamanos e suevos.
Nascido provavelmente no norte da Irlanda, Galo foi parte da célebre missão irlandesa liderada por São Columbano, que veio ao continente europeu fundar mosteiros e propagar o Cristianismo. De acordo com uma biografia medieval (Vita) do santo, Galo foi estudante de Columbano em Bangor, um mosteiro irlândes, e acompanhou o mestre à Gália em 591. Esteve com Columbano e os outros monges em Luxeuil, Tuggen e Bregenz, separando-se destes em 612. Nesse mesmo ano instalou-se como eremita numa floresta próxima a Arbon, junto a uma cascata do rio Steinach. Preferiu a vida de eremita, recusando ser bispo de Constança e líder da Abadia de Luxeuil.
Galo morreu com 95 anos e foi enterrado no local de seu retiro. Em 747, o abade Othmar fundou no local um mosteiro beneditino e uma escola. Essa foi a origem de uma das grandes fundações monásticas da Alta Idade Média, a Abadia de São Galo.